# Вайгель, Карл Теодор
Карл Теодор Вайгель (нем. Karl Theodor Weigel, 1892 — 1953) — немецкий историк, рунолог, исследователь символики народного искусства, сотрудник Аненербе, штурмбаннфюрер СС.

## Биография

### Ранние годы
Сын чиновника врачебного ведомства Отто Вайгеля. Изучал архитектуру в строительном училище в Зуле. Участвовал в движении "перелетных птиц".
В 1915 году ушел добровольцем на фронт. После Первой мировой войны вступил во Фрайкор и Стальной шлем. Учился на книготорговца в Хартенштайне. В 1921 г. открыл собственное издательство с книжным магазином в Бад-Гарцбурге. С 1930 г. редактировал местную газету.

### Карьера при нацистах
В 1931 г. вступил в НСДАП (№ 587.696), в 1936 г. - в СС (№ 274.759). В 1934-1936 гг. — глава управления прессы гау Южный Ганновер-Брауншвейг.
В 1936 году возглавил главный отдел по изучению символов Германского исследовательского общества. Много времени посвятил изучению домовых знаков фахверковых строений, не имея специального образования.
В 1937 г. начал работать в Аненербе. Первоначально был заведующим сектором изучения символов учебно-исследовательского отдела по письменам и символам Аненербе, затем стал руководителем отдела. Занимался изучением германского символизма, домовых знаков и рунологии. Представлял руническую традицию как сопротивление церкви и наследие древней германской языческой культуры.

### После войны
После 1945 г. не публиковался. В 1945-1947 гг. был интернирован союзниками, затем освобожден.

## Сочинения
- Lebendige Vorzeit rechts und links der Landstraße, Berlin ,1934; Berlin, 1936; Berlin, 1942
- (совместно с Карлом Борхерсом) Goslar. Alte Wohnbauten und Sinnbilder, Goslar, 1935
- Quedlinburg, Heinrichs I. Stadt, Berlin 1936
- Runen und Sinnbilder, Berlin, 1937
- Landschaft und Sinnbilder. Eine Betrachtung zur Sinnbildfrage, 1938
- Germanisches Glaubensgut in Runen und Sinnbildern (= Deutsches Volkstum. Eine Schriftenreihe über Deutsche Volkskunde für die Schulungs- und Erziehungsarbeit der NSDAP), München: Hoheneichen-Verlag 1939
- Sinnbilder in Niedersachsen, Hildesheim, 1941
- Ritzzeichnungen in Dreschtennen des Schwarzwaldes, Heidelberg, 1942
- Beiträge zur Sinnbildforschung, Berlin 1943